# Damil Dankerlui
Damil Dankerlui Wadilie (Almere, 24 augustus 1996) is een Nederlands-Surinaams voetballer, die doorgaans als verdediger speelt. Hij komt uit voor Almere City FC.

## Clubcarrière

### Ajax
Dankerlui werd geboren in Amsterdam en begon in de jeugd bij SV Almere. Daarna werd hij gescout voor de D1 van FC Omniworld (later Almere City FC).
In 2011 kwam Dankerlui na een stage in de jeugdopleiding van Ajax terecht, waar hij begon in de B2. Dankerlui speelde gedurende het seizoen 2013/14 bij de A2 van Ajax. Door de afwezigheid van veel basisspelers wegens interlandverplichtingen, debuteerde Dankerlui op 21 oktober 2013 voor Jong Ajax in de Jupiler League bij VVV-Venlo, waarin hij na 69 minuten Derwin Martina verving. VVV-Venlo won de wedstrijd met 5-1. Het daarop volgende seizoen zou Dankerlui, die kampioen werd met de A1 van Ajax, nog vijfmaal uitkomen voor Jong Ajax. Op 13 mei 2015 maakte Ajax bekend dat het met Damil Dankerlui een overeenstemming had bereikt over zijn eerste contract. Met dit eerste contract werd hij door Ajax vastgelegd tot en met 30 juni 2018. Ook zou Dankerlui na de zomerstop van 2015 aansluiten bij de selectie van Jong Ajax.

### Willem II
In januari 2018 tekende Dankerlui een tweejarig contract bij Willem II. Op 21 januari maakte hij tegen FC Groningen voor Willem II. Op 9 november scoorde hij tegen PEC Zwolle (3-2 overwinning) zijn eerste goal voor Willem II.
In maart 2020 verlengde hij zijn aflopende contract met nog een seizoen. Desondanks vertrok hij die zomer na 2,5 jaar voor Willem II, waarin hij 65 wedstrijden speelde en vijf goals maakte.

### FC Groningen
In juli 2020 tekende Dankerlui een vierjarig contract bij FC Groningen. Hij maakte op 13 september tegen PSV zijn debuut voor Groningen. In zijn eerste twee seizoenen was hij basisspeler voor Groningen, maar in zijn derde seizoen onder nieuwe trainer Frank Wormuth begon hij oorspronkelijk als derde keus rechtsback aan het seizoen.  

### Panserraikos
Medio 2023 maakte Dankerlui de overstap naar het Griekse MGS Panserraikos, dat net was gepromoveerd naar de Super League. Hij mocht bij zijn debuut op 20 augustus tegen Olympiakos Piraeus meteen de hele wedstrijd spelen. Met Dankerlui in de basis schopte Panserraikos het tot de kwartfinales van de Griekse voetbalbeker, maar werd uitgeschakeld door PAOK Saloniki.

### Almere City
In de zomer van 2024 kwam Dankerlui terug naar Nederland, en voegde zich bij de selectie van de club uit zijn geboortestad, Almere City FC.  Hij maakte zijn debuut tegen FC Groningen op 31 augustus (1-1). Hij kwam in de 71e minuut in de ploeg voor Faiz Mattoir.

## Interlandcarrière
Dankerlui kon zowel voor Nederland als voor Suriname uitkomen. Op 24 maart 2021 maakte hij zijn debuut voor Suriname, in de kwalificatie voor het WK 2022 tegen de Kaaimaneilanden (3-0).
| Interlands van Damil Dankerlui voor Suriname | Interlands van Damil Dankerlui voor Suriname | Interlands van Damil Dankerlui voor Suriname | Interlands van Damil Dankerlui voor Suriname | Interlands van Damil Dankerlui voor Suriname | Interlands van Damil Dankerlui voor Suriname |
| №                                            | Datum                                        | Wedstrijd                                    | Uitslag                                      | Competitie                                   | Goals                                        |
| -------------------------------------------- | -------------------------------------------- | -------------------------------------------- | -------------------------------------------- | -------------------------------------------- | -------------------------------------------- |
| 1                                            | 24 maart 2021                                | Suriname – Kaaimaneilanden                   | 3 – 0                                        | Kwalificatie WK 2022                         | 0                                            |
| 2                                            | 28 maart 2021                                | Aruba – Suriname                             | 0 – 6                                        | Kwalificatie WK 2022                         | 0                                            |
| 3                                            | 9 juni 2021                                  | Canada – Suriname                            | 4 – 0                                        | Kwalificatie WK 2022                         | 0                                            |
| 4                                            | 13 juli 2021                                 | Jamaica – Suriname                           | 2 – 0                                        | CONCACAF Gold Cup 2021                       | 0                                            |
| 5                                            | 17 juli 2021                                 | Suriname – Costa Rica                        | 1 – 2                                        | CONCACAF Gold Cup 2021                       | 0                                            |
| 6                                            | 21 juli 2021                                 | Suriname – Guadeloupe                        | 2 – 1                                        | CONCACAF Gold Cup 2021                       | 0                                            |
| 7                                            | 27 maart 2022                                | Thailand – Suriname                          | 1 – 0                                        | Vriendschappelijk                            | 0                                            |
| 8                                            | 22 september 2022                            | Suriname – Nicaragua                         | 2 – 1                                        | Vriendschappelijk                            | 0                                            |
| 9                                            | 24 maart 2023                                | Suriname – Mexico                            | 0                                            | CONCACAF Nations League 2022/23              | 0                                            |
| 10                                           | 9 september 2023                             | Grenada – Suriname                           | 1 – 1                                        | CONCACAF Nations League 2023/24              | 0                                            |
| 11                                           | 12 september 2023                            | Cuba – Suriname                              | 1 – 0                                        | CONCACAF Nations League 2023/24              | 0                                            |

## Clubstatistieken
| Seizoen | Club           | Competitie     | Competitie | Competitie | Beker | Beker | Overig | Overig | Totaal | Totaal |
| Seizoen | Club           | Competitie     | Wed.       | Dlp.       | Wed.  | Dlp.  | Wed.   | Dlp.   | Wed.   | Dlp.   |
| ------- | -------------- | -------------- | ---------- | ---------- | ----- | ----- | ------ | ------ | ------ | ------ |
| 2013/14 | Jong Ajax      | Eerste divisie | 1          | 0          | —     | —     | —      | —      | 1      | 0      |
| 2014/15 | Jong Ajax      | Eerste divisie | 5          | 0          | —     | —     | —      | —      | 5      | 0      |
| 2015/16 | Jong Ajax      | Eerste divisie | 29         | 0          | —     | —     | —      | —      | 29     | 0      |
| 2016/17 | Jong Ajax      | Eerste divisie | 36         | 2          | —     | —     | —      | —      | 36     | 2      |
| 2017/18 | Jong Ajax      | Eerste divisie | 11         | 0          | —     | —     | —      | —      | 11     | 0      |
| 2017/18 | Willem II      | Eredivisie     | 7          | 0          | 2     | 0     | —      | —      | 9      | 0      |
| 2018/19 | Willem II      | Eredivisie     | 32         | 3          | 6     | 0     | —      | —      | 38     | 3      |
| 2019/20 | Willem II      | Eredivisie     | 16         | 1          | 2     | 1     | —      | —      | 18     | 2      |
| 2020/21 | FC Groningen   | Eredivisie     | 28         | 0          | 1     | 0     | 1      | 0      | 30     | 0      |
| 2021/22 | FC Groningen   | Eredivisie     | 26         | 0          | 2     | 0     | 0      | 0      | 28     | 0      |
| 2022/23 | FC Groningen   | Eredivisie     | 18         | 0          | 2     | 2     | 0      | 0      | 20     | 2      |
| 2023/24 | Panserraikos   | Super League   | 20         | 0          | 4     | 0     | 2      | 0      | 26     | 0      |
| 2024/25 | Almere City FC | Eredivisie     | 5          | 0          | 1     | 0     | 0      | 0      | 6      | 0      |
| Totaal  | Totaal         | Totaal         | 234        | 6          | 20    | 3     | 3      | 0      | 257    | 9      |

Bijgewerkt op 19 februari 2025 

## Trivia
In 2009 was Dankerlui ballenjongen bij het Nederlands voetbalelftal.